# Бахрейнский всемирный торговый центр
 Бахрейнский всемирный торговый центр (также называемый Бахрейнский ВТЦ или БВТЦ) (араб. مركز البحرين التجاري العالمي‎, англ. Bahrain World Trade Center (Bahrain WTC, BWTC)) — это 240-метровый (787 футовый) комплекс двойных башен, расположенных в Манаме, Бахрейне. Построен в 2008 году строительной фирмой Atkins. В конструкции этих башен присутствуют воздушные мосты с использованием ветрогенераторов.
50-этажный комплекс находится в непосредственной близости к King Faisal Highway, возле известных достопримечательностей, таких как башни Бахрейнской финансовой бухты, Национального банка Бахрейна, трёх башен (золотой, серебряной и чёрной жемчужины) комплекса Abraj Al Lulu. Бахрейнский всемирный торговый центр также является вторым по высоте зданием в Бахрейне после двойных башен Бахрейнской финансовой бухты. Проект прошёл несколько проверок на соответствие требованиям охраны окружающей среды, включавших в себя «The 2006 LEAF Award for Best Use of Technology within a Large Scheme» и «The Arab Construction World for Sustainable Design Award».
Две башни соединены тремя мостами, на каждом из которых установлен 225 кВт ветрогенератор, суммарной мощностью в 675 кВт. Каждая из этих турбин диаметром 29 метров (95 футов) ориентирована на север, так как именно оттуда, со стороны Персидского залива, ветер дует наибольшее количество дней в году. Башни в форме кораблей спроектированы в форме туннеля, в результате чего ветер, проходя через туннель, ускоряется и проходит через турбины. Полезное использование пространства между башнями туннеля, образующего S-образный поток, было подтверждено тестами, показывающими, что любой ветер, приходящий под углом в 45° к каждой стороне центральной оси, будет создавать ветровой поток, перпендикулярный к турбинам, что увеличивает их потенциальные возможности по выработке электроэнергии.
Ветровые турбины рассчитаны на производство от 11 до 15 % энергии, необходимой башням, или приблизительно от 1,1 до 1,3 ГВт·ч электроэнергии в год. Это эквивалентно производству света для 300 домов в течение одного года. Три турбины были впервые включены 8 апреля 2008 года и рассчитаны работать 50 % времени ежедневно.
Башни-близнецы Всемирного торгового центра показаны в малобюджетном фильме категории B «Формула судного дня» — они разрушаются из-за сейсмических толчков.